# 帕沃·隆基拉
帕沃·隆基拉（芬蘭語：Paavo Lonkila，1923年1月11日—2017年9月22日），芬兰男子越野滑雪运动员。他曾代表芬兰参加1952年冬季奥林匹克运动会越野滑雪比赛，获得一枚金牌和一枚铜牌。